# Kolumbiai labdarúgó-bajnokság (első osztály)
A Categoría Primera A a kolumbiai labdarúgó-bajnokságok legfelsőbb osztályának elnevezése 1948 óta. Tizennyolc csapat részvételével zajlik a bajnoki rendszer, amelyben kétszer avatnak bajnokot.

## Története
A tizenkilencedik század végén a britek tanították a bennszülötteket a labdarúgásra, akik el voltak ragadtatva a játéktól, és néhány év alatt nagyon népszerű lett a "Kávé országában". Miután a sport szerelmesei megtudták, hogy Argentínában, Chilében, Paraguayban és Uruguayban labdarúgó csapatok alakulnak, Kolumbiában is beindult az alapítási láz. 1902-ben ugyan már létrejött pár csapat, de ezek az anyagi háttér és sikertelenség hiánya miatt hamar meg is szűntek. 1912-ben a Deportivo Cali volt az első együttes, amely túlélte a kezdeti nehézségeket. 1913-ban megalakult az Independiente Medellín, majd 1918-ban Cali második egyesülete az América. Pár év elteltével 1924-ben a Junior Barranquilla és a Cúcuta Deportivo. Az igazi áttörés a 40-es években kezdődött, és az akkor alapított egyesületek - köztük a Santa Fe (1941), a Millonarios (1946) és az Atlético Nacional (1947) - nagy része a mai napig is meghatározó klubjai a kolumbiai labdarúgásnak.

### A kezdetek (El Dorado)
1948-ban, Barranquillában létrehozták a Kolumbiai professzionális labdarúgó-bajnokságot (División Mayor del Fútbol Profesional Colombiano (Dimayor), amelyet a FIFA bojkottált, ugyanis irreális fizetésekkel csábították a ligába a legjobb labdarúgókat Kolumbiába, és a válogatottat eltiltotta a nemzetközi szerepléstől.
Az "El Dorado" néven ismert időszak egészen 1954-ig tartott, amikor Kolumbia újra csatlakozhatott a FIFA-hoz, azzal a feltétellel, hogy becsületes, tiszta bérekkel folytatják tovább a nemzeti bajnokságot. Természetesen a nagy játékosok (mint például Alfredo Di Stéfano) megváltoztatták a székhelyüket és Európába igazoltak.

## A 2021-es szezon résztvevői
| Csapat                 | Város           | Stadion                         | Férőhely |
| ---------------------- | --------------- | ------------------------------- | -------- |
| Águilas Doradas        | Rionegro        | Estadio Alberto Grisales        | 14,000   |
| Alianza Petrolera      | Barrancabermeja | Álvaro Gómez Hurtado            | 12,000   |
| América de Cali        | Cali            | Pascual Guerrero                | 33,130   |
| Atlético Bucamaranga   | Bucamaranga     | Estadio Alfonso López           | 28,000   |
| Atlético Huila         | Neiva           | Guillermo Plazas Alcid          | 27,000   |
| Atlético Nacional      | Medellín        | Atanasio Girardot               | 51,739   |
| Deportes Tolima        | Ibagué          | Manuel Murillo Toro             | 30,000   |
| Deportivo Cali         | Cali            | Pascual Guerrero                | 33,130   |
| Deportivo Pasto        | Pasto           | Libertad                        | 25,000   |
| Deportivo Pereira      | Pereira         | Estadio Hernán Ramírez Villegas | 30,297   |
| Envigado FC            | Envigado        | Polideportivo Sur               | 14,000   |
| Independiente Medellín | Medellín        | Atanasio Girardot               | 43,943   |
| Jaguares de Córdoba    | Montería        | Estadio Jaraguay                | 12,000   |
| Junior Barranquilla    | Barranquilla    | Metropolitano Roberto Meléndez  | 59,612   |
| La Equidad             | Bogotá          | Metropolitano de Techo          | 8,000    |
| Millonarios            | Bogotá          | Nemesio Camacho                 | 36,343   |
| Once Caldas            | Manizales       | Palogrande                      | 28,678   |
| Patriotas              | Tunja           | La Independencia                | 21,000   |
| Santa Fe               | Bogotá          | Nemesio Camacho                 | 36,343   |

## A bajnokság statisztikái
14 egyesület büszkélkedhet bajnoki címmel, ezek közül nyolc csapat többször is megnyerte a bajnokságot. A legsikeresebb csapat a medellíni Atlético Nacional 16 első hellyel, a bogotái Millonarios és az América de Cali 15 alkalommal végzett a bajnokság élén. Az América de Cali (1982-1986-ig) egymás után öt alkalommal hódította el a bajnoki serleget. Az Apertura és Finalización 2002-es bevezetése óta az Atlético Nacional az egyetlen együttes, amely egy adott szezon mindkét kiírását megnyerte (2007, 2013), ugyanakkor ők az egyetlenek, akik az adott év mindkét bajnokságát a második helyen zárták (2004).
1989-ben minden mérkőzést töröltek, az Álvaro Ortega játékvezető elleni merénylet végett, így nem avattak bajnokot.

### Győztesek
| Év      | Év           | Bajnok (Cím)                  | Második                       | Gólkirály |                               |
| ------- | ------------ | ----------------------------- | ----------------------------- | --- | ----------------------------- |
| 1948    | 1948         | Independiente Santa Fe (1)    | Junior Barranquilla           | Alfredo Castillo (Millonarios; 31 gól) |                               |
| 1949    | 1949         | Millonarios (1)               | Deportivo Cali                | Pedro Cabillón (Millonarios; 42 gól) |                               |
| 1950    | 1950         | Once Caldas (1)               | Millonarios                   | Casimiro Ávalos (Deportivo Pereira; 27 gól) |                               |
| 1951    | 1951         | Millonarios (2)               | Boca Juniors de Cali          | Alfredo Di Stéfano (Millonarios; 31 gól) |                               |
| 1952    | 1952         | Millonarios (3)               | Boca Juniors de Cali          | Alfredo Di Stéfano (Millonarios; 19 gól) |                               |
| 1953    | 1953         | Millonarios (4)               | Deportes Quindío              | Mario Garelli (Deportes Quindío; 20 gól) |                               |
| 1954    | 1954         | Atlético Nacional (1)         | Deportes Quindío              | Carlos Alberto Gambina (Atlético Nacional; 21 gól) |                               |
| 1955    | 1955         | Independiente Medellín (1)    | Atlético Nacional             | Felipe Marino (Independiente Medellín; 22 gól) |                               |
| 1956    | 1956         | Atlético Quindio (1)          | Millonarios                   | Jaime Gutiérrez (Deportes Quindío; 21 gól) |                               |
| 1957    | 1957         | Independiente Medellín (2)    | Deportes Tolima               | José Vicente Grecco (Independiente Medellín; 30 gól) |                               |
| 1958    | 1958         | Independiente Santa Fe (2)    | Millonarios                   | José Américo Montanini (Atlético Bucaramanga; 36 gól) |                               |
| 1959    | 1959         | Millonarios (5)               | Independiente Medellín        | Felipe Marino (Cúcuta-Medellín; 35 gól) |                               |
| 1960    | 1960         | Santa Fe (3)                  | América de Cali               | Walter Marcolini (Deportivo Cali; 30 gól) |                               |
| 1961    | 1961         | Millonarios (6)               | Independiente Medellín        | Alberto Perazzo (Santa Fe; 32 gól) |                               |
| 1962    | 1962         | Millonarios (7)               | Deportivo Cali                | José Omar Verdún (Cúcuta Deportivo; 36 gól) |                               |
| 1963    | 1963         | Millonarios (8)               | Santa Fe                      | Omar Lorenzo Devanni (Atlético Bucaramanga; 36 gól) José Omar Verdún (Cúcuta Deportivo; 36 gól)                                                                |                               |
| 1964    | 1964         | Millonarios (9)               | Cúcuta Deportivo              | Omar Lorenzo Devanni (Magdalena-Bucaramanga; 28 gól) |                               |
| 1965    | 1965         | Deportivo Cali (1)            | Atlético Nacional             | Perfecto Rodríguez (Independiente Medellín; 38 gól) |                               |
| 1966    | 1966         | Santa Fe (4)                  | Independiente Medellín        | Omar Lorenzo Devanni (Santa Fe; 31 gól) |                               |
| 1967    | 1967         | Deportivo Cali (2)            | Millonarios                   | José María Ferrero (Millonarios; 38 gól) |                               |
| 1968    | 1968         | Unión Magdalena (1)           | Deportivo Cali                | José María Ferrero (Millonarios; 32 gól) |                               |
| 1969    | 1969         | Deportivo Cali (3)            | América de Cali               | Hugo Horacio Lóndero (América; 25 gól) |                               |
| 1970    | 1970         | Deportivo Cali (4)            | Junior Barranquilla           | José María Ferrero (Cúcuta Deportivo; 27 gól) Walter Sossa (Santa Fe; 27 gól)                                                                                  |                               |
| 1971    | 1971         | Santa Fe (5)                  | Atlético Nacional             | Hugo Horacio Lóndero (Cúcuta Deportivo; 30 gól) Apolinar Paniagua (Deportivo Pereira; 30 gól)                                                                  |                               |
| 1972    | 1972         | Millonarios (10)              | Deportivo Cali                | Hugo Horacio Lóndero (Cúcuta Deportivo; 27 gól) |                               |
| 1973    | 1973         | Atlético Nacional (2)         | Millonarios                   | Nelson Silva Pacheco (Cúcuta-Júnior; 36 gól) |                               |
| 1974    | 1974         | Deportivo Cali (5)            | Atlético Nacional             | Víctor Ephanor (Junior Barranquilla; 33 gól) |                               |
| 1975    | 1975         | Santa Fe (6)                  | Millonarios                   | Jorge Ramón Cáceres (Deportivo Pereira; 35 gól) |                               |
| 1976    | 1976         | Atlético Nacional (3)         | Deportivo Cali                | Miguel Angel Converti (Millonarios; 33 gól) |                               |
| 1977    | 1977         | Junior Barranquilla (1)       | Deportivo Cali                | Oswaldo Marcial Palavecino (Atlético Nacional; 33 gól) |                               |
| 1978    | 1978         | Millonarios (11)              | Deportivo Cali                | Oswaldo Marcial Palavecino (Atlético Nacional; 36 gól) |                               |
| 1979    | 1979         | América de Cali (1)           | Santa Fe                      | Juan José Irigoyén (Millonarios; 36 gól) |                               |
| 1980    | 1980         | Junior Barranquilla (2)       | Deportivo Cali                | Sergio Cierra (Deportivo Pereira; 26 gól) |                               |
| 1981    | 1981         | Atlético Nacional (4)         | Deportes Tolima               | Víctor Hugo del Río (Deportes Tolima; 29 gól) |                               |
| 1982    | 1982         | América de Cali (2)           | Deportes Tolima               | Miguel Oswaldo González (Atlético Bucaramanga; 27 gól) |                               |
| 1983    | 1983         | América de Cali (3)           | Junior Barranquilla           | Hugo Gottardi (Santa Fe; 29 gól) |                               |
| 1984    | 1984         | América de Cali (4)           | Millonarios                   | Hugo Gottardi (Santa Fe; 23 gól) |                               |
| 1985    | 1985         | América de Cali (5)           | Deportivo Cali                | Miguel Oswaldo González (Atlético Bucaramanga; 34 gól) |                               |
| 1986    | 1986         | América de Cali (6)           | Deportivo Cali                | Héctor Ramón Sossa (Independiente Medellín; 23 gól) |                               |
| 1987    | 1987         | Millonarios (12)              | América de Cali               | Jorge Aravena (Deportivo Cali; 23 gól) |                               |
| 1988    | 1988         | Millonarios (13)              | Atlético Nacional             | Sergio Angulo (Santa Fe; 29 gól) |                               |
| 1989    | 1989         | Törölték a szezon eredményeit | Törölték a szezon eredményeit | Törölték a szezon eredményeit | Törölték a szezon eredményeit |
| 1990    | 1990         | América de Cali (7)           | Atlético Nacional             | Antony de Ávila (América; 25 gól) |                               |
| 1991    | 1991         | Atlético Nacional (5)         | América de Cali               | Iván Valenciano (Junior Barranquilla; 30 gól) |                               |
| 1992    | 1992         | América de Cali (8)           | Atlético Nacional             | John Jairo Tréllez (Atlético Nacional; 25 gól) |                               |
| 1993    | 1993         | Junior Barranquilla (3)       | Independiente Medellín        | Miguel Guerrero (Junior Barranquilla; 34 gól) |                               |
| 1994    | 1994         | Atlético Nacional (6)         | Millonarios FC                | Rubén Darío Hernández (DIM-Pereira-América; 32 gól) |                               |
| 1995    | 1995         | Junior Barranquilla (4)       | América de Cali               | Iván Valenciano (Junior Barranquilla; 24 gól) |                               |
| 1995–96 | 1995–96      | Deportivo Cali (6)            | Millonarios                   | Iván Valenciano (Junior Barranquilla; 36 gól) |                               |
| 1996–97 | 1996–97      | América de Cali (9)           | Atlético Bucaramanga          | Hamilton Ricard (Deportivo Cali; 36 gól) |                               |
| 1998    | 1998         | Deportivo Cali (7)            | Once Caldas                   | Víctor Bonilla (Deportivo Cali; 37 gól) |                               |
| 1999    | 1999         | Atlético Nacional (7)         | América de Cali               | Sergio Galván Rey (Once Caldas; 26 gól) |                               |
| 2000    | 2000         | América de Cali (10)          | Junior Barranquilla           | Carlos Alberto Castro (Millonarios; 24 gól) |                               |
| 2001    | 2001         | América de Cali (11)          | Independiente Medellín        | Carlos Alberto Castro (Millonarios; 29 gól) Jorge Horacio Serna (Independiente Medellín; 29 gól)                                                               |                               |
| 2002    | Apertura     | América de Cali (12)          | Atlético Nacional             | Luis Fernando Zuleta (Unión Magdalena; 13 gól) |                               |
| 2002    | Finalización | Independiente Medellín (3)    | Deportivo Pasto               | Orlando Ballesteros (Atlético Bucaramanga; 13 gól) Milton Rodríguez (Deportivo Pereira; 13 gól)                                                                |                               |
| 2003    | Apertura     | Once Caldas (2)               | Junior Barranquilla           | Arnulfo Valentierra (Once Caldas; 13 gól) |                               |
| 2003    | Finalización | Deportes Tolima (1)           | Deportivo Cali                | Léider Preciado (Deportivo Cali; 17 gól) |                               |
| 2004    | Apertura     | Independiente Medellín (4)    | Atlético Nacional             | Sergio Herrera (América; 13 gól) |                               |
| 2004    | Finalización | Junior Barranquilla (5)       | Atlético Nacional             | Leonardo Fabio Moreno (América; 15 gól) Léider Preciado (Santa Fe; 15 gól)                                                                                     |                               |
| 2005    | Apertura     | Atlético Nacional (8)         | Santa Fe                      | Víctor Aristizábal (Atlético Nacional; 16 gól) |                               |
| 2005    | Finalización | Deportivo Cali (8)            | Real Cartagena                | Jámerson Rentería (Real Cartagena; 12 gól) Hugo Rodallega (Deportivo Cali; 12 gól)                                                                             |                               |
| 2006    | Apertura     | Deportivo Pasto (1)           | Deportivo Cali                | Jorge Moreno (Cúcuta Deportivo; 15 gól) |                               |
| 2006    | Finalización | Cúcuta Deportivo (1)          | Deportes Tolima               | Diego Álvarez (Independiente Medellín; 11 gól) Jhon Charría (Deportes Tolima; 11 gól)                                                                          |                               |
| 2007    | Apertura     | Atlético Nacional (9)         | Atlético Huila                | Fredy Montero (Atlético Huila; 13 gól) Sergio Galván Rey (Atlético Nacional; 13 gól)                                                                           |                               |
| 2007    | Finalización | Atlético Nacional (10)        | La Equidad                    | Dayro Moreno (Once Caldas; 16 gól) |                               |
| 2008    | Apertura     | Boyacá Chicó (1)              | América de Cali               | Miguel Caneo (Boyacá Chicó FC; 13 gól) Iván Velásquez (Deportes Quindío; 13 gól)                                                                               |                               |
| 2008    | Finalización | América (13)                  | Independiente Medellín        | Fredy Montero (Deportivo Cali; 16 gól) |                               |
| 2009    | Apertura     | Once Caldas (3)               | Junior Barranquilla           | Teófilo Gutiérrez (Junior Barranquilla; 16 gól) |                               |
| 2009    | Finalización | Independiente Medellín (5)    | Atlético Huila                | Jackson Martínez (Independiente Medellín; 18 gól) |                               |
| 2010    | Apertura     | Junior Barranquilla (6)       | La Equidad                    | Carlos Bacca (Junior Barranquilla; 12 gól) Carlos Rentería (La Equidad; 12 gól)                                                                                |                               |
| 2010    | Finalización | Once Caldas (4)               | Deportes Tolima               | Wilder Medina (Deportes Tolima; 16 gól) Dayro Moreno (Once Caldas; 16 gól)                                                                                     |                               |
| 2011    | Apertura     | Atlético Nacional (11)        | La Equidad                    | Carlos Rentería (Atlético Nacional; 12 gól) |                               |
| 2011    | Finalización | Junior Barranquilla (7)       | Once Caldas                   | Carlos Bacca (Junior Barranquilla; 12 gól) |                               |
| 2012    | Apertura     | Santa Fe (7)                  | Deportivo Pasto               | Robin Ramírez (Deportes Tolima; 13 gól) |                               |
| 2012    | Finalización | Millonarios (14)              | Independiente Medellín        | Henry Hernández (Cúcuta Deportivo; 9 gól) Carmelo Valencia (La Equidad; 9 gól)                                                                                 |                               |
| 2013    | Apertura     | Atlético Nacional (12)        | Santa Fe                      | Wilder Medina (Santa Fe; 12 gól) |                               |
| 2013    | Finalización | Atlético Nacional (13)        | Deportivo Cali                | Dayro Moreno (Millonarios; 16 gól) Luis Carlos Ruiz (Junior Barranquilla; 16 gól)                                                                              |                               |
| 2014    | Apertura     | Atlético Nacional (14)        | Junior Barranquilla           | Dayro Moreno (Millonarios; 12 gól) |                               |
| 2014    | Finalización | Santa Fe (8)                  | Independiente Medellín        | Germán Cano (Independiente Medellín; 16 gól) |                               |
| 2015    | Apertura     | Deportivo Cali (9)            | Independiente Medellín        | Fernando Uribe (Millonarios; 15 gól) |                               |
| 2015    | Finalización | Atlético Nacional (15)        | Junior Barranquilla           | Jefferson Duque (Atlético Nacional; 15 gól) |                               |
| 2016    | Apertura     | Independiente Medellín (6)    | Junior Barranquilla           | Miguel Borja (Cortuluá; 19 gól) |                               |
| 2016    | Finalización | Santa Fe (9)                  | Deportes Tolima               | Ayron del Valle (Millonarios; 12 gól) |                               |
| 2017    | Apertura     | Atlético Nacional (16)        | Deportivo Cali                | Dayro Moreno (Atlético Nacional; 14 gól) |                               |
| 2017    | Finalización | Millonarios (15)              | Santa Fe                      | Yimmi Chará (Junior Barranquilla; 11 gól) Ayron del Valle (Millonarios; 11 gól) Dayro Moreno (Atlético Nacional; 11 gól) Carmelo Valencia (La Equidad; 11 gól) |                               |
| 2018    | Apertura     | Deportes Tolima (2)           | Atlético Nacional             | Germán Cano (Independiente Medellín; 12 gól) |                               |
| 2018    | Finalización | Junior Barranquilla (8)       | Independiente Medellín        | Germán Cano (Independiente Medellín; 20 gól) |                               |
| 2019    | Apertura     | Junior Barranquilla (9)       | Deportivo Pasto               | Germán Cano (Independiente Medellín; 21 gól) |                               |
| 2019    | Finalización | América de Cali (14)          | Junior Barranquilla           | Germán Cano (Independiente Medellín; 13 gól) Michael Rangel (América de Cali; 13 gól)                                                                          |                               |
| 2020    | 2020         | América de Cali (15)          | Santa Fe                      | Miguel Borja (Junior Barranquilla; 14 gól) |                               |
| 2021    | Apertura     | Deportes Tolima (3)           | Millonarios                   | Jefferson Duque (Atlético Nacional; 11 gól) Fernando Uribe (Millonarios; 11 gól) Diego Herazo (La Equidad; 11 gól)                                             |                               |
| 2021    | Finalización | Deportivo Cali (10)           | Deportes Tolima               | Harold Preciado (Deportivo Cali; 13 gól) |                               |
| 2022    | Apertura     | Atlético Nacional (17)        | Deportes Tolima               | Dayro Moreno (Atlético Bucaramanga; 13 gól) |                               |
| 2022    | Finalización | Deportivo Pereira (1)         | Independiente Medellín        | Leonardo Fabio Castro (Deportivo Pereira; 15 gól) |                               |
| 2023    | Apertura     | MIllonarios (16)              | Atlético Nacional             | Marco Pérez (Águilas Doradas; 13 gól) |                               |

## Fordítás
- Ez a szócikk részben vagy egészben  a   Categoría Primera A című angol Wikipédia-szócikk fordításán alapul.  Az eredeti cikk szerkesztőit annak laptörténete sorolja fel. Ez a jelzés csupán a megfogalmazás eredetét és a szerzői jogokat jelzi, nem szolgál a cikkben szereplő információk forrásmegjelöléseként.